# Habitatge al Camí Ral, 415 (Mataró)
L'Habitatge al Camí Ral, 415 és una obra noucentista de Mataró (Maresme) protegida com a Bé Cultural d'Interès Local.

## Descripció
Casa entre mitgeres de planta baixa i dues plantes pis.
Presenta una porta i finestra reixada a la planta baixa, ampli balcó amb columnes cilíndriques a la segona planta. Una petita barbacana aguantada per cinc mènsules i al damunt un acroteri calat.
Destaca el sòcol de pedra a la planta baixa i la pedra que retalla l'obertura del balcó.
A les plantes pis hi ha un estucat lliscat i en la part alta s'observen uns esgrafiats.
Aquesta casa forma part de la façana sud de la Rambla que es reforma totalment amb motiu de les obres d'urbanització d'aquesta.